# Selapperuma Nirantha Perera
Selapperuma Arachchige Dunil Lakshan Nirantha Perera (* 29. Februar 1984 in Colombo) ist ein sri-lankischer Fußballspieler.

## Verein
Der Abwehrspieler spielt bei Army SC Colombo. 

## Nationalmannschaft
Er ist zudem Mitglied der sri-lankischen Fußballnationalmannschaft und nahm mit dieser am AFC Challenge Cup 2008 teil. Bei diesem Turnier trug er die Rückennummer 2. Auch beim AFC Challenge Cup 2010 gehörte er zum Aufgebot Sri Lankas und erhielt die Rückennummer 29.